# Ludovika Froebe
Ludovika Froebe (* 27. Jänner 1847 als Ludowika Stohl in Hundsturm; † 3. Juli 1922 in Wien) war eine österreichische Malerin.

## Leben
Froebe wuchs als Tochter des Zimmermeisters Joseph Stohl und der Ludovika Hassa in Hirtenberg auf, später besuchte sie die Schule in Wiener Neustadt. Schon früh soll sich ihre künstlerische Begabung gezeigt haben. Sie heiratete 1866 den aus Eisenach stammenden Textilhändler Wilhelm Jonas Fröbe und widmete sich der Erziehung der gemeinsamen Kinder.
Als ihr jüngster Sohn zeichnerisches Talent zeigte und von Willibald Leo von Lütgendorff-Leinburg Privatunterricht erhielt, nahm sie an diesen Stunden teil. Obwohl sie in weiterer Folge auch Unterricht von ihrer Freundin Tina Blau, Minna König-Lorinser und deren Gatten Otto König sowie Ludwig Michalek erhielt, wird sie in der zeitgenössischen Literatur als Autodidaktin beschrieben.
Auf Anregung des Malers Hans Thiele (1850–1925) stellte sie 1884 in der Jahresausstellung des Wiener Künstlerhauses erstmals aus, später auch im Münchner Glaspalast. Auch an der Weltausstellung 1893 in Chicago nahm sie mit einem Blumenstück teil.
Froebe schuf Porträts, Blumen, Stillleben und Genremalerei. Sie war ordentliches Mitglied des Vereines der Schriftstellerinnen und Künstlerinnen Wien.